# Pfarrkirche Traunkirchen

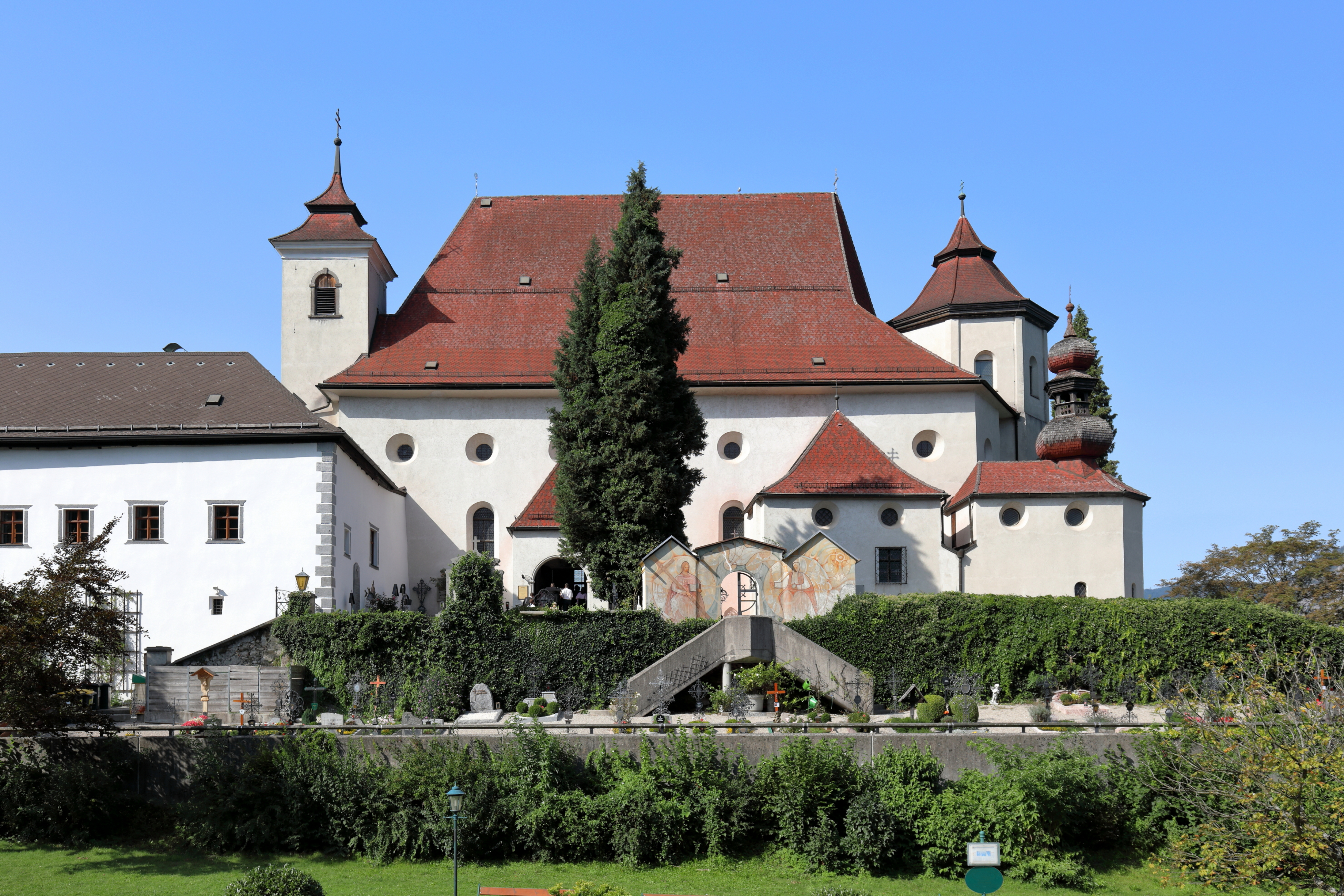
Südansicht der Pfarrkirche Traunkirchen

Die Pfarrkirche Traunkirchen liegt in der Gemeinde Traunkirchen im Bezirk Gmunden. Die römisch-katholische Pfarrkirche gehört zum Seelsorgeraum der Pfarrkirche Altmünster im Dekanat Gmunden der Diözese Linz. Das Patrozinium lautet auf Mariä Krönung und wird am 15. August (Maria Himmelfahrt) gefeiert. Der Sakralbau steht unter Denkmalschutz.

## Geschichte
Um das Jahr 1020 wurde das Kloster Traunkirchen gegründet. Die ersten Benediktinerinnen für das Frauenkloster am Traunsee kamen aus dem Salzburger Stift Nonnberg. Traunkirchen war viele Jahrhunderte das seelsorgliche Zentrum im Salzkammergut und Mutterpfarre für etliche Pfarrgemeinden bis (Bad) Aussee und Hallstatt hinein.
Ab der 1560er Jahre hielt die im Salzkammergut vorherrschende Reformation auch in das Frauenkloster Einzug. Einem zeitgenössischen Bericht zufolge empfingen die letzten fünf Nonnen die Kommunion in beiderlei Gestalt, in der Klosterschule unterrichtete man Luthers Katechismus, Pfarrer und Kaplan von Traunkirchen waren „beweibt“. Ab 1571 war für das Traunseekloster der Abt des Stiftes Kremsmünster als Administrator zuständig.
In der etwa fünfzigjährigen Administrationszeit wechselte die Verwaltung mehrmals zwischen Stift Kremsmünster, Stift Wilhering und dem Kloster Thierhaupten in Bayern. Im Jahr 1621 bewilligte der Papst die Zuteilung der Liegenschaft an die Jesuiten. Die formelle Übergabe des Klosters Traunkirchen an den Jesuitenorden geschah am 14. Februar 1622.
Zehn Jahre später, in der Nacht vor dem 10. Jänner 1632 wurden Kloster und Kirche durch ein Feuer zerstört. Nach dieser Brandkatastrophe von 1632 entstand das heutige Kirchengebäude. Der Sakralbau wurde im Stil des Barock errichtet. Die Kirchenweihe zu Ehren der Krönung Mariens erfolgte 1652. Ab 1696 entstand der Traunkirchner Kalvarienberg.
Im Jahr 1773 wurde der Jesuitenorden aufgelöst. Die Güter der Jesuitenresidenz kamen an eine „k.k. Kameraladministration der eingezogenen Jesuitengüter“. Die Ordenspriester waren ab sofort Weltpriester und dem Gmundner Stadtpfarrer unterstellt. 1778 wurde die Kirche als Pfarrkirche bestimmt und Traunkirchen damit bischöfliche Pfarre, die Wälder übernahmen die österreichischen Staatsforste. Bis 1784/85 gehörte das Gebiet zur Diözese Passau, seitdem zur Diözese Linz.

## Kirchenbau
Kirchenäußeres
Die jetzige Pfarrkirche zu Ehren der Krönung Mariens aus den 1630er Jahren liegt gegen den Traunsee malerisch vorgeschoben. Diese ehemalige Klosterkirche ist im Süden und Osten vom Friedhof umgeben. Das Kirchengebäude und das ehemalige Klostergebäude grenzen unmittelbar aneinander. Der Kirchturm im Westen in der Verlängerung des Seitenschiffs wurde bereits 1718 erbaut und mit einem mansardartig gebrochenem Zeltdach ausgeführt.
Architektur
Die Pfarrkirche ist eine dreischiffige und sechsjochige Säulenkirche von weiträumigen Eindruck. Die Bauausführung der Traunkirchner Kirche ist für eine Jesuitenkirche eher ungewöhnlich. Das Mittelschiff ist stichkappentonnengewölbt, die Seitenschiffe gratgewölbt.
Das Chor des Mittelschiffs ist einjochig, unter Verwendung des Chorabschlusses der früheren gotischen Kirche (Dienste, Stichkappen) als achteckiger Kuppelraum, dessen Tambour das Mittelschiff überragt. Durch diese Baumaßnahmen und die Spiegelung des Traunsees kommt es zu einem bemerkenswerten Lichteinfall.
Die Chöre des Seitenschiffs sind einjochig, gratgewölbt, von zwei Seiten eines übereck gestellten Quadrates geschlossen. Die westliche Empore ist dreiachsig auf Stichkappentonne.

## Kirchenausstattung
Altäre
Der Hochaltar von 1754 ist mit reichem Figurenschmuck von Franz Preisl ausgestattet. Das Hauptbild des Altars zeigt das Motiv Maria Krönung. Die überlebensgroßen Altarfiguren stellen die Apostel Petrus (mit den Schlüsseln) und Paulus (mit dem Schwert) dar, dann die hll. Franz von Borja (auch: hl. Franz Borgias, SJ genannt) und Johannes-Franz Régis. Darüber befinden sich die vier Evangelisten mit ihren Attributen: Matthäus mit dem Menschen, Markus mit dem Löwen, Lukas mit dem Opferstier und Johannes mit dem Adler. Ganz oben sind drei Erzengel, nämlich Michael als Seelenwäger mit Schwert und Waage, Gabriel mit der Lilie und Raphaël mit dem Wanderstab.
Der rechte große Seitenaltar von 1753 ist der Heilige-Ignatius-Altar, er befindet sich im südlichen Chor. Das Gemälde wird Johann Georg Schmidt zugeschrieben. Der linke große Seitenaltar von 1740 ist der Johann-von-Nepomuk-Altar. Dieser befindet sich im nördlichen Chor, das Altarblatt stammt von Johann Georg Morzer. Im linken Seitenschiff steht der (kleine) Seitenaltar vom guten Tod. Im rechten Seitenschiff steht der (kleine) Seitenaltar der beiden Jugendpatrone Aloisius von Gonzaga und Stanislaus Kostka.
Fischerkanzel

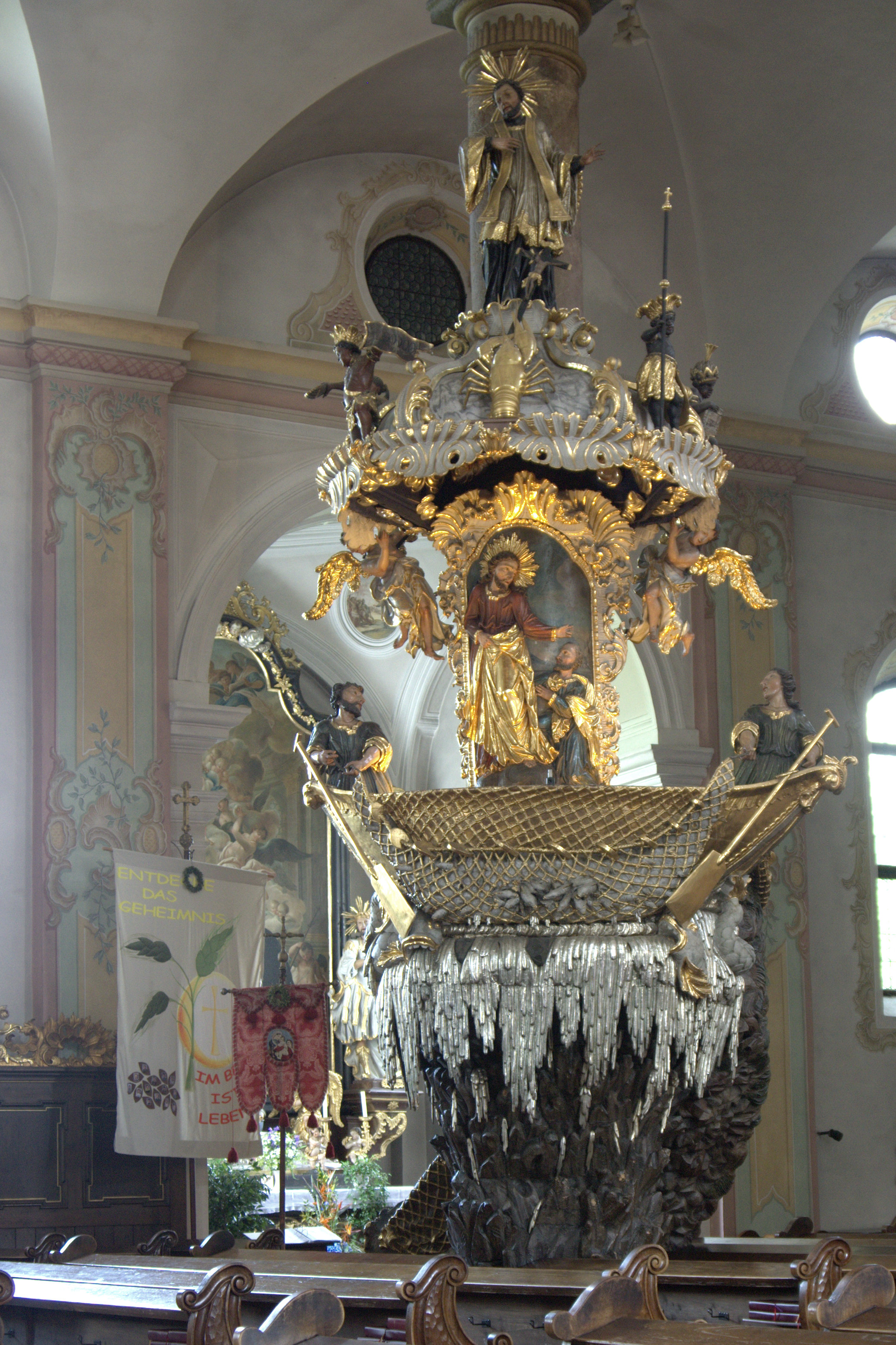
Schiff-Petri-Kanzel

Die besondere Sehenswürdigkeit der Pfarrkirche ist die so genannte Fischerkanzel. Sie wurde 1753 geschnitzt, der Meister ist in der Jesuitenchronik nicht überliefert. Als Motiv hat die Kanzel das Wunder des reichen Fischfangs. Im Johannesevangelium (Joh 21,11 ) kommt in einer Szene vor, wie die Jünger dem auferstandenen Christus am See Genezareth begegnen. Die zunächst erfolglos fischenden Jünger machen auf Geheiß Jesu einen reichen Fang:

„Da ging Simon Petrus und zog das Netz an Land. Es war mit hundertdreiundfünfzig großen Fischen gefüllt, und obwohl es so viele waren, zerriss das Netz nicht.“

Dargestellt sind die Apostel Jakobus und Johannes, die das mit Fischen gefüllte Netz ins Boot ziehen. Im Hintergrund steht Christus, vor ihm kniet der Apostel Petrus. Auf dem Schalldeckel befindet sich die Statue des heiligen Franz Xaver, des Indienmissionars, vor dem mehrere dunkelhäutige Gestalten als Vertreter Asiens sitzen.
Weitere Einrichtung
Das Presbyterium wird von vier großen Gobelinmalereien eingesäumt. Die Gobelins werden von einer reichgeschnitzten Balustrade getragen. Die vielen Beichtstühle mit schwungvollen Aufsätzen und Bildern deuten auf die Sündenvergebung und die Bußgesinnung hin. Die Orgel zeigt ein ornamentreiches Gehäuse und eine vergitterte Brüstung.
An den linken Seitenaltar schließt sich die Kapelle an. Diese wurde 1697 als Gruft erbaut, der letzte Sarg ist von 1772.

## Kapellen
Michaelskapelle
Die Kapelle ist im Kern romanisch. Es wird angenommen, dass sie der älteste Teil der Klosteranlage ist. Der Knorpelwerkaltar von Steger ist seit 1703 Teil der Ausstattung. Heute dient die Michaelskapelle zur Aufbahrung der Verstorbenen.
Kalvarienberg
Der Kalvarienberg war 1696 der erste seiner Art im Salzkammergut, als Nächstes folgte die Kalvarienbergkirche Bad Ischl ab 1704 und 1711 der Hallstätter Kalvarienberg. Die fünf Kapellen am Traunkirchner Kalvarienberg zeigen die Geheimnisse des schmerzhaften Rosenkranzes. In der letzten Kapelle ist eine Kreuzigungsgruppe.
Ehemalige Nikolauskapelle
Das Bauwerk liegt an der heutigen Bundesstraße und ist mit dem früheren Hofrichterhaus zusammengebaut. Die erste urkundliche Erwähnung fand 1384 statt. Zur Zeit der Benediktinerinnen war sie Pfarrkirche und für die Jesuiten Kongregationskapelle. Bei der Aufhebung des Ordens 1773 wurde die Kapelle Eigentum des Staates, 1787 wurde der Turm abgetragen. Im Jahr 1811 wurde die ehemalige Nikolauskapelle profaniert.
Johanneskapelle
Gegenüber der Pfarrkirche befindet sich der Johannesberg. Der Berg ist in den See vorgeschoben und mit Eiben und Buchen bewachsen. Das genaue Errichtungsdatum der Kapelle ist nicht bekannt, urkundlich findet sie 1356 erstmals Erwähnung, eine Vergrößerung geschah 1651. Der kleine Barockaltar weist ein Bild eines niederländischen  Manieristen aus dem 17. Jahrhundert auf. Die Glocke ist von 1639.
Der Friedhof
Der Friedhof direkt am Traunsee verfügt über viele schmiedeeiserne Kreuze. Eine Gedenktafel erinnert an das große Seeunglück im Jahr 1910, bei dem 15 Menschen den Tod fanden.

## Bildergalerie

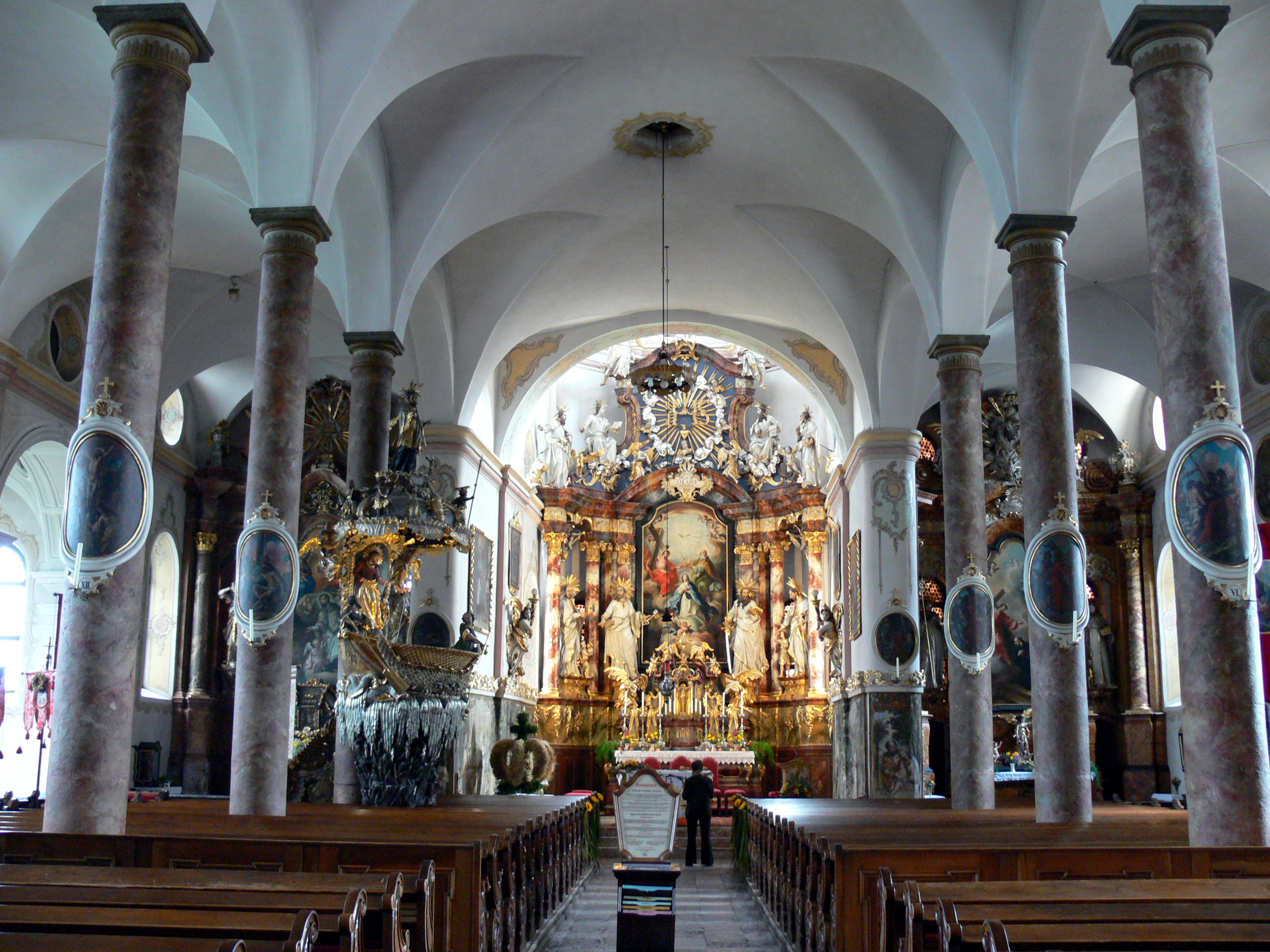
Pfarrkirche Traunkirchen, Innenraum
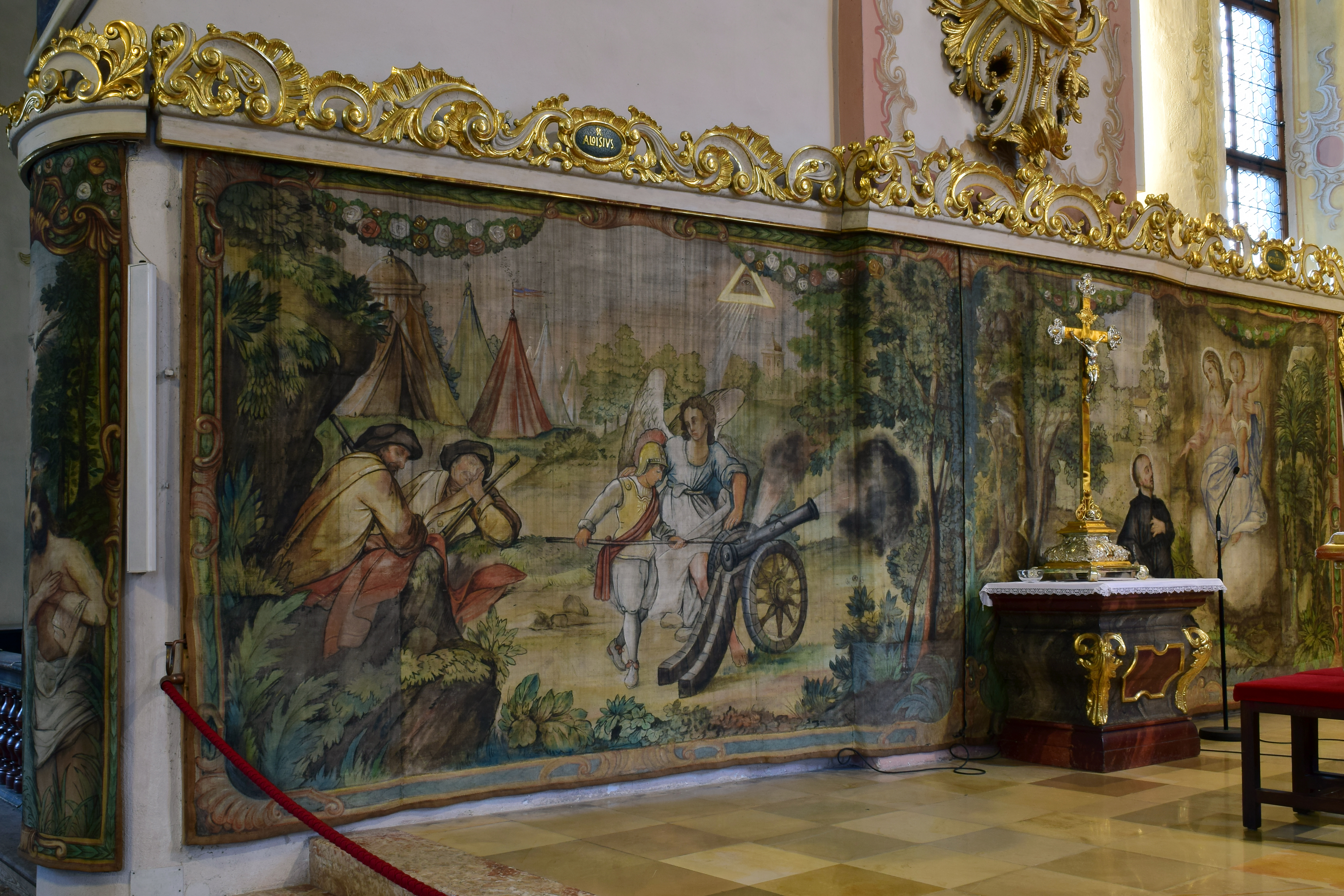
Pfarrkirche Traunkirchen, Gobelins
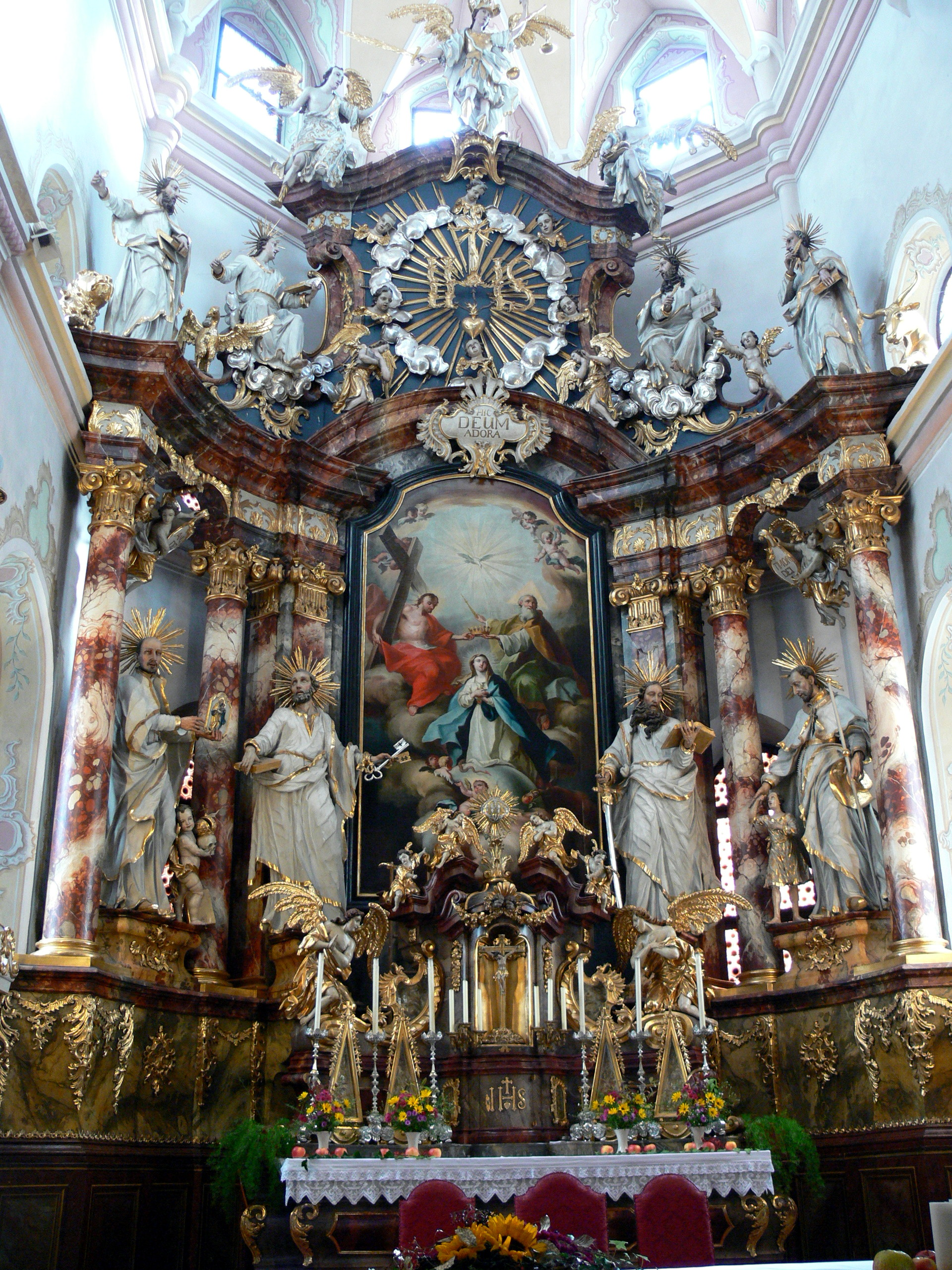
Pfarrkirche  Traunkirchen, Hochaltar
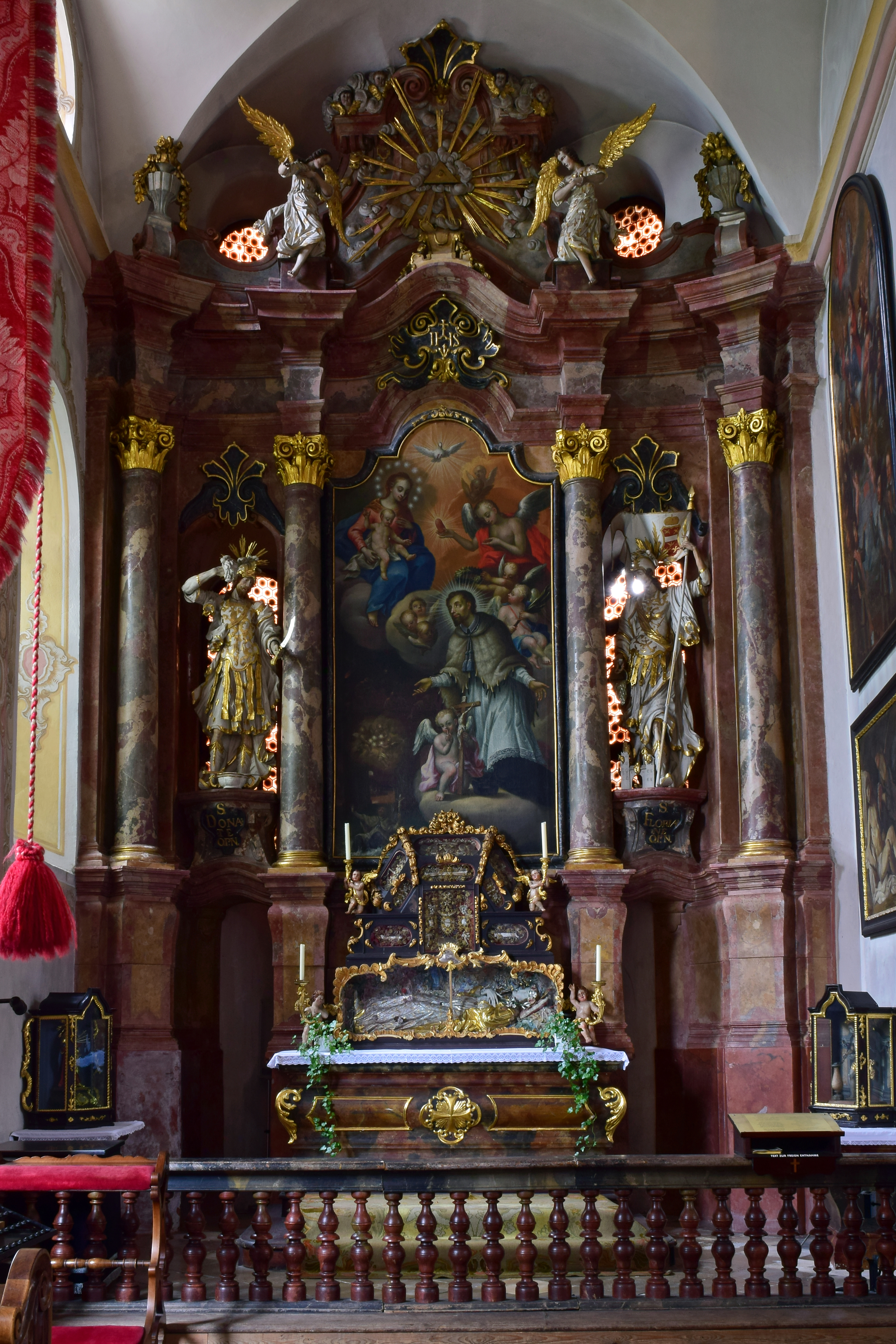
Pfarrkirche Traunkirchen, linker Seitenaltar
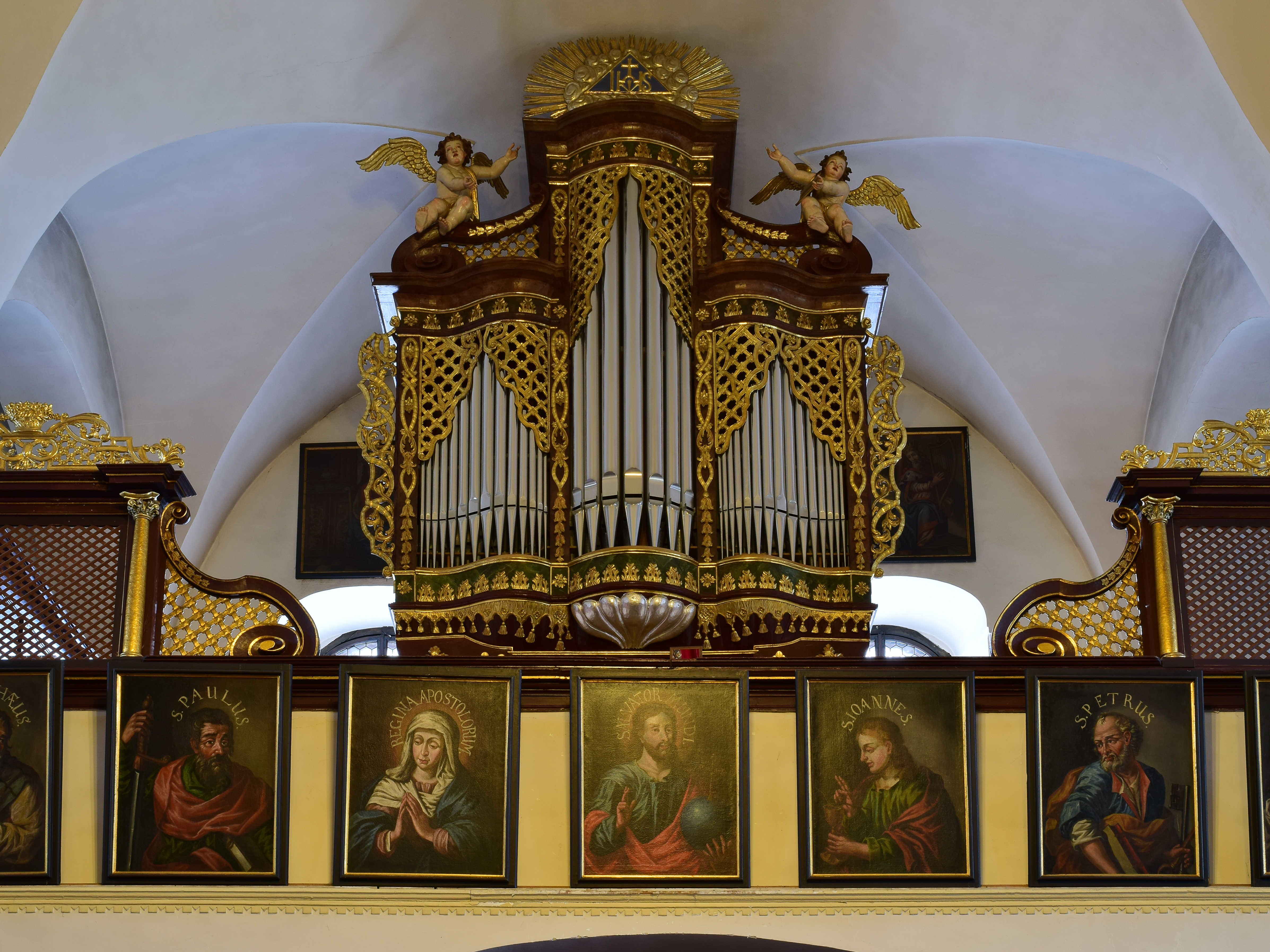
Metzler-Orgel 2004